# Strmec
Strmec es una localidad de Croacia en el municipio de Preseka, condado de Zagreb.

## Geografía
Se encuentra a una altitud de 152 m s. n. m. a 56,3 km de la capital nacional, Zagreb.

## Demografía
En el censo 2011, el total de población de la localidad fue de 25 habitantes.